# 奧德爾 (伊利諾伊州)
奧德爾（英語：Odell）是位於美國伊利諾伊州利文斯頓縣的一個村落。

## 地理
奧德爾的座標為41°00′13″N 88°31′20″W / 41.00361°N 88.52222°W，而該地最高點為海拔高度217米（即712英尺）。

## 人口
根據2010年美國人口普查的數據，奧德爾的面積為0.48平方千米，當中陸地面積為0.48平方千米，而水域面積為0.00平方千米。當地共有人口1046人，而人口密度為每平方千米2,179人。